# Chorthippus hyrcanus
Chorthippus hyrcanus är en insektsart som beskrevs av Bei-bienko 1960. Chorthippus hyrcanus ingår i släktet Chorthippus och familjen gräshoppor. Inga underarter finns listade i Catalogue of Life.